# 宮崎県立宮崎工業高等学校
宮崎県立宮崎工業高等学校（みやざきけんりつみやざきこうぎょうこうとうがっこう, 英: Miyazaki Prefectural Miyazaki Technical High School）は、宮崎県宮崎市天満町に所在する県立の工業高等学校。通称「宮工(みやこう)」。

## 概要
歴史
1905年（明治38年）創立の「宮崎郡立職業学校」を前身とする。数回の改編・改称を経て1948年（昭和23年）の学制改革により新制高等学校「宮崎県立宮崎大淀高等学校」が発足。当初は普通課程、工業課程、農業課程（後の普通科・工業科・農業科）を有する総合制の高等学校であったが、後の再編で各学科が分離し、工業課程が1965年（昭和40年）に「宮崎県立宮崎工業高等学校」となった。2015年（平成27年）に創立110周年を迎えた。
設置課程・学科
全日制課程 7学科
- 機械科
- 生産システム科
- 電気科
- 電子情報科
- 建築科
- 化学環境科
- インテリア科

定時制課程 3学科（夜間）
- 機械科
- 電気科
- 建築科

校訓
「努力・誠実・創意」
校章
宮崎を象徴する青島の「ビロウ樹」の葉を3枚と若芽を組み合わせたものを背景にして中央に「高」の文字を置いている。
校歌
作詞は神戸雄一、作曲は園山民平による。歌詞は4番まであり、校名の「宮崎工業」が登場する。
同窓会
旧校名にちなみ「大淀会」と称している。

## 沿革
旧制・工業学校
- 1904年（明治37年）12月2日 - 宮崎郡立職業学校の設置が文部省に認可される。
- 1905年（明治38年）5月8日 - 「宮崎郡立職業学校」が開校（創立年）。
- 1918年（大正7年）5月 - 女子部が分離し宮崎郡立技芸女学校として独立したため、「宮崎郡立工業学校」に改称。
- 1921年（大正10年）3月31日 - 「宮崎県立工業講習所」に改称。
- 1924年（大正13年）5月17日 - 「宮崎県宮崎工業学校」（実業学校）に改称。
- 1928年（昭和3年）3月30日 - 「宮崎県立宮崎工業学校」に改称。
- 1943年（昭和18年）4月1日 - 中等学校令により、この時の入学生から修業年限が4年となる。
- 1944年（昭和19年）4月1日 - 教育ニ関スル戦時非常措置方策により中等教育令施行前に入学した生徒にも修業年限4年が適用される。
  - 宮崎県立宮崎商業学校の男子生徒（1年修了）が工業学校2年生として編入。
  - 宮崎県立宮崎第二商業学校の男子生徒が工業学校夜間部の生徒となる。
- 1946年（昭和21年）4月1日 - 修業年限が5年となる（ただし4年修了時点で卒業することもできた）。
- 1947年（昭和22年）4月1日 - 学制改革（六・三制の実施）が行われる。
  - 工業学校としての募集を停止。
  - 新制中学校を併設し（以下・併設中学校）、工業学校1・2年修了者を併設中学校2・3年生として収容。
  - 併設中学校は経過措置としてあくまで暫定的に設置されたため、新たに生徒募集は行われず、在校生が2・3年生のみの中学校であった。
  - 工業学校3・4年修了者はそのまま工業学校4・5年生として在籍（ただし4年修了時点で卒業することもできた）。
- 1948年（昭和23年）3月31日 - 学制改革により閉校。

旧制・高等女学校
- 1918年（大正7年）5月1日 - 宮崎郡立職業学校から分離し「宮崎郡立技芸女学校」として独立。
- 1922年（大正11年）4月1日 - 「宮崎県宮崎技芸女学校」に改称。
- 1928年（昭和3年）4月1日 - 「宮崎県立宮崎女子高等技芸学校」に改称。
- 1943年（昭和18年）4月1日 - 中等学校令の施行に伴い「宮崎県立宮崎第二[1]高等女学校」に改称。
- 1946年（昭和21年）4月1日 - 修業年限を5年とする。
- 1947年（昭和22年）4月1日 - 学制改革により、高等女学校としての募集を停止。新制中学校を併設。
- 1948年（昭和23年）3月31日 - 学制改革により閉校。

旧制・農学校
- 1893年（明治26年）4月1日 - 「宮崎県獣医学校」として開校。
- 1900年（明治33年）4月1日 - 農学科を併置。
- 1902年（明治35年）4月1日 - 「宮崎県立農学校」と改称。
- 1903年（明治36年）4月1日 - 林学科を新設。
- 1905年（明治38年）
  - 4月1日 - 宮崎県立農事講習所が移管される。
  - 9月1日 - 養蚕別科を新設。
- 1911年（明治44年）3月31日 - 獣医学科を廃止。
- 1918年（大正7年）4月1日 - 県立農学校の増設にともない「宮崎県立宮崎農学校」と改称。
- 1944年（昭和19年）11月 - 女子部を新設。
- 1946年（昭和21年）4月1日 - 修業年限を5年とする。
- 1947年（昭和22年）4月1日 - 学制改革により、農学校としての募集を停止。新制中学校を併設。
- 1948年（昭和23年）3月31日 - 学制改革により閉校。

新制高等学校
- 1948年（昭和23年）
  - 4月1日 - 宮崎市内の県立旧制中等教育学校3校が統合され、新制高等学校「宮崎県立宮崎大淀高等学校」が発足。
    - 県立旧制中等学校3校 - 宮崎工業学校、宮崎第二高等女学校、宮崎農学校
    - 通常制（普通課程・工業課程（機械・電気・工業化学・建築・木材工業）・農業課程（農業・林業））、定時制（工業課程（機械・電気・建築）・農業課程）を設置。
    - 旧制中等学校卒業者（5年修了者）を新制高校3年生、旧制中等学校4年修了者を新制高校2年生、併設中学校卒業者（3年修了者）を新制高校1年生として収容。
    - 旧3校の併設中学校も統合され「宮崎県立宮崎大淀高等学校 併設中学校」と称する。在校生が1946年（昭和21年）に旧制中等学校へ最後に入学した3年生のみとなる。

  - 12月4日 - 定時制生目分校（農業課程・家庭課程）を生目村大字浮田の生目青年学校跡地に設置。
- 1950年（昭和25年）
  - 4月1日 - 家庭課程食物科を新設。
  - 5月26日 - 生目分校が生目村立生目中学校に併設される。
- 1953年（昭和28年）4月1日 - 家庭課程の食物科を家庭科に変更。
- 1956年（昭和31年）4月19日 - 生目分校の独立校舎が完成し移転を完了。
- 1959年（昭和34年）4月1日 - 農業科が分離し宮崎県立宮崎農業高等学校として独立。
- 1960年（昭和35年）4月1日 - 生目分校を宮崎県立宮崎農業高等学校へ移管。
- 1961年（昭和36年）4月1日 - 定時制（昼間部）家庭科の募集を停止。
- 1962年（昭和37年）
  - 4月1日 - 普通科・家庭科が分離し宮崎県立宮崎大淀第二高等学校として独立。
    - ただし宮崎大淀高等学校の普通科と家庭科は1961年（昭和36年）4月入学生が卒業するまでの間存続されることとなる。

  - 9月1日 - 定時制課程、給食を開始。
- 1964年（昭和39年）3月31日 - 普通科と家庭科を廃止、工業科のみを有する高等学校となる。
- 1965年（昭和40年）4月1日 - 「宮崎県立宮崎工業高等学校」（現校名）に改称。
- 1975年（昭和50年）3月 - 図書館が完成。
- 2003年（平成15年）4月1日 - 定時制課程、2学期制を導入。
- 2004年（平成16年）4月1日 - 定時制課程、単位制を導入。
- 2005年（平成17年）11月 - 創立100周年記念式典を挙行。
- 2009年（平成21年）3月 - 全日制課程、くくり募集を廃止[2]。

## 学校行事

### 全日制課程
3学期制
1学期
- 7月 - 期末考査、クラスマッチ（球技大会）

2学期
- 8月末 - 始業式
- 10月 - 中間考査、インターンシップ
- 11月 - 体育大会
- 12月 - 期末考査、双楠祭（文化祭）、終業式

3学期

### 定時制課程
2学期制
前期
後期

## 部活動

### 全日制課程
運動部
- 野球部
  - 夏の甲子園大会 - 3回出場
    - 1958年（昭和33年）第40回大会 - 1回戦 対甲府商（山梨）に4-3で勝利、2回戦 対 柳井（山口）に3-4で敗退。
    - 1960年（昭和35年）第42回大会 - 1回戦 対明石（兵庫）に0-4で敗退。
    - 2012年（平成24年）第94回大会 - 1回戦 対天理（奈良）に1-3で敗退。

  - 春の甲子園大会 - 1回出場。
    - 2010年（平成22年）第82回大会 - 1回戦 対前橋工（群馬）に4-0で勝利、2回戦 対広陵（広島）に0-1で敗退。
- 陸上部
- 水球部
- バスケットボール部
- バレーボール部
- 卓球部
- ソフトテニス部
- テニス部
- バドミントン部
- サッカー部
  - 全国高等学校サッカー選手権大会複数回出場
- ラグビー部
- ソフトボール部
- ハンドボール部
- レスリング部
- 柔道部
- 剣道部
- 弓道部
- 馬術部
- カヌー部
- 自転車同好会
- 水泳部

文化部
- 美術部
- デザイン部
- 写真部
- 吹奏楽部
- 放送部
- JRC
- 和太鼓部

工業系技術部
- 機械技術部
- 自動車部
- 生産システム部
- 電気技術部
- 電子情報部
- 化学環境部
- 建築技術部
- インテリア工芸部

### 定時制課程
運動部
- 軟式野球部
- 卓球部
- 剣道部
- 柔道部
- バスケットボール部
- バドミントン部

## 著名な出身者
- 大戸雄記（元プロ野球選手）
- 菊地武和（元プロ野球選手）
- 岩下光一（元プロ野球選手）
- 小松輝清（元プロ野球選手）
- 村上悦雄（元プロ野球選手）
- 浜田智博（プロ野球選手）
- 水筑優文（サッカー選手）
- 月岡利明（元サッカー選手、指導者）
- 長野洋（元バスケットボール選手）
- 阿萬亜里沙（陸上選手）
- 丸小野仁之（陸上選手）
- 甲斐祐之（バレーボール選手）
- 浜崎勇矢（バレーボール選手）
- 竹内柊平（ラグビー選手）
- 日高政光（アニメーション演出家）
- 小渕健太郎（歌手、コブクロ）
- 日髙竜太（アーティスト、BALLISTIK BOYZ）
- 柳田周作（神はサイコロを振らない、ボーカル）

## 交通
最寄りの鉄道駅
- JR九州 日豊本線・日南線「南宮崎駅」

最寄りのバス停
- 宮崎交通 「大淀中前」・「射撃場前」バス停

最寄りの幹線道路
- 国道220号
- 国道269号「花山手」交差点
- 宮崎県道17号南俣宮崎線「淀川二丁目」交差点

## 周辺
- 宮崎県警察学校
- 宮崎県警察機動隊
- 宮崎市立大淀中学校
- 宮崎市立大淀小学校
- 天神山神社

- 大坪東緑地広場